# Dierentuin van Buenos Aires

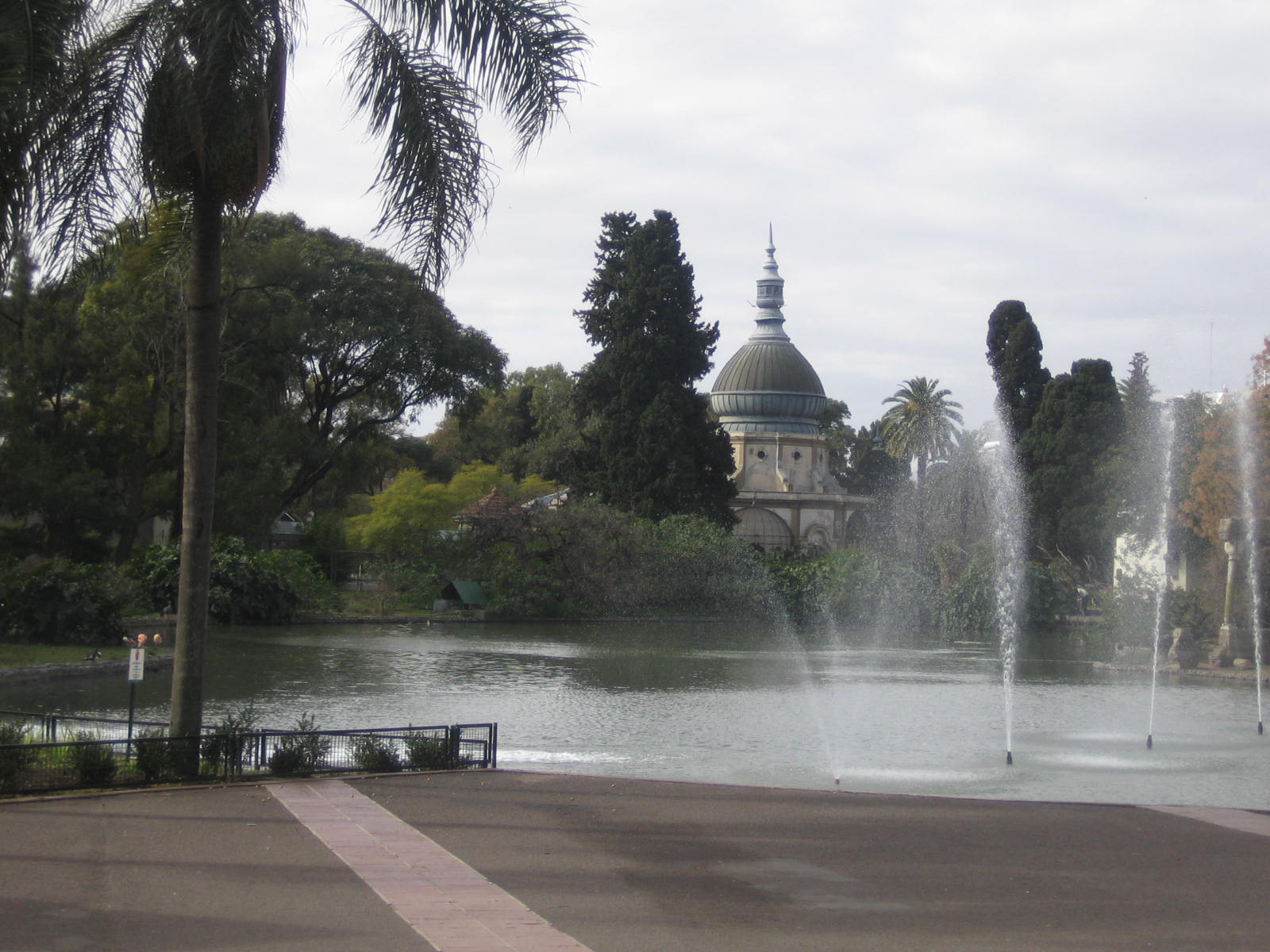
Dierentuin van Buenos Aires

De dierentuin van Buenos Aires (Spaans: Zoológico de Buenos Aires, afgekort tot Zoo de Buenos Aires of Zoo Buenos Aires) is een dierentuin in Palermo, een wijk van de Argentijnse hoofdstad Buenos Aires. De collectie omvat ongeveer 2500 dieren, waarvan 89 zoogdiersoorten, 49 reptielsoorten en 175 vogelsoorten.

## Geschiedenis
Op verzoek van president Domingo Sarmiento werd het Parque Tres de Febrero aangelegd op grondgebied dat voorheen eigendom was van Juan Manuel de Rosas. Het project startte in 1874 en de zoon opende op 11 november 1875. Een klein onderdeel van het park was vrijgehouden voor dieren. Dit gebied behoorde toe tot de federale overheid tot 1888 waarna het overgedragen werd aan de stad Buenos Aires. In dat jaar splitste burgemeester Antonio Crespo de dierentuin af van de rest van het park.
In 1991 werd de dierentuin geprivatiseerd en drastisch veranderd. De dieren kwamen van achter de tralies en werden gezet in een gebied dat meer op hun natuurlijke habitat moet lijken.

## Dieren en verblijven
De grassige gebieden van het park zitten vol inheemse vogels en knaagdieren, die naar de zoo komen voor het voedsel dat door de bezoekers naar de dieren gegooid wordt. Beverratten, konijnen en pauwen lopen vrij in het park rond. Verscheidene apen en kleine zoogdieren bewonen de zoo. Sommigen in kooien, anderen op eilanden in de vele vijvers van de zoo.
Op de kinderboerderij van de zoo kunnen bezoekers pony’s, ezels, schapen en geiten voederen. Hier zitten ook kalkoenen, kippen, hanen, varkens, konijnen, koeien en paarden.
In het aquarium kunnen bezoekers pinguïns, piranha’s, brasems, tandbaarzen, zwarte zeebaarzen, zeemeervallen en vele tropische vissen bewonderen. Het aquarium heeft ook een zeehondenshow.
Er is ook een reptielenhuis en een gebouw met een tropisch regenwoud waar weinig dieren in zitten maar wel vele tropische planten staan en er is een binnenwaterval.
Grote katten in de zoo zijn witte Bengaalse tijgers, poema’s, jachtluipaarden, jaguars en leeuwen.
Andere dieren in de zoo zijn onder andere rode panda’s, kamelen, lama’s, giraffen, bizons, nijlpaarden en olifanten. IJsberen zijn ook onder water te bewonderen. Kamelen zitten in een verblijf met een Marokkaanse architectuur, de flamingo’s verblijven in een vijver dicht bij de ingang van de Byzantijnse ruïnes. kangoeroe’s zijn omgeven door schilderijen van Aboriginals. Het olifantenhuis lijkt op de ruïnes van een Indische tempel.